# Ima Shalom
Imma Shalom ou Ima Shalom, ayant vécu au Ier siècle de l'ère chrétienne, est l'une des rares femmes dont l'histoire est mentionnée dans le Talmud,,.
Elle était l'épouse de rabbi Eliezer, l'un des plus grands sages de la Mishna. Imma Shalom était également la sœur du rabbin Gamliel de Yavné, la première personnalité à avoir dirigé le Sanhédrin en qualité de Nassi, après la chute du second Temple de Jérusalem, en l'an 70.
Ima Shalom est mentionnée dans quatre traditions des prophètes,,. Trois d'entre elles apparaissent dans le Talmud de Babylone,,

## Postérité

### Art contemporain
Ima Shalom figure parmi les 1 038 femmes référencées dans l'œuvre d’art contemporain The Dinner Party (1979) de Judy Chicago. Son nom y est associé à Hypatie,.